# Освајачи олимпијских медаља у атлетици, мушки, мешовита штафета
Освајачи олимпијских медаља у атлетици за мушкарце у дисциплини мешовита штафета, која је на прогрму игара била само 1908. године, приказани су у следећој табели. Ради се о дисциплини у којој су се такмичиле екипе састављене од четири тркача, од којих су прва двојица трчала по 200 м, трећи 400 м, а четврти 800 м.
| Дисциплина          |                                                              | Резултат |                                                              | Резултат |                                                       | Резултат |
| Лондон 1908. детаљи | САД Вилијам Хамилтон Натанијел Картмел Џон Тејлор Мел Шепард | 3:29,4   | Немачко царство Артур Хофман Ханс Ајке Ото Трилоф Ханс Браун | 3:32,4   | Мађарска Пал Симон Фриђеш Визнер Јожеф Нађ Еден Бодор | 3:32,5   |